# Hobot
Hobot är en kulle i Antarktis. Den ligger i Östantarktis. Australien gör anspråk på området. Toppen på Hobot är 1 429 meter över havet.
Terrängen runt Hobot är huvudsakligen platt. Trakten är obefolkad. Det finns inga samhällen i närheten.